# Bulakparen
Bulakparen is een bestuurslaag in het regentschap Brebes van de provincie Midden-Java, Indonesië. Bulakparen telt 2799 inwoners (volkstelling 2010).